# Навины (Починковский район)
Навины — деревня в Починковском районе Смоленской области России. Входит в состав Стодолищенского сельского поселения. Население — 98 жителей (2007 год). 
Расположена в центральной части области в 21 км к юго-востоку от Починка, в 8 км западнее автодороги А141 Орёл — Витебск. В 10 км юго-восточнее деревни расположена железнодорожная станция Стодолище на линии Смоленск — Рославль. 

## История
В годы Великой Отечественной войны деревня была оккупирована гитлеровскими войсками в июле 1941 года, освобождена в сентябре 1943 года.